# Musée sans frontières
Musée sans frontières (en anglais : Museum With No Frontiers ou également MWNF) est une organisation internationale à but non lucratif fondée à l'initiative d'Eva Schubert en 1995 dans le cadre du Partenariat euro-méditerranéen du Processus de Barcelone relancé sous le nom de l'Union pour la Méditerranée. Musée sans frontières fournit une plateforme qui permet à tous les partenaires d'interagir de manière productive et de contribuer à une présentation transnationale de l'histoire, de l'art et de la culture basée sur l'égale visibilité de toutes les parties concernées. À cette fin, le MWNF développe des formats d'exposition qui ne nécessitent pas de déplacer les œuvres d'art, mais en place, les artefacts dans les musées, les monuments et les sites archéologiques sont présentés in situ ou dans un environnement virtuel (le Musée virtuel du MWNF).